# Internationales Zivilverfahrensrecht
Das Internationale Zivilverfahrensrecht ist der Teil des Zivilverfahrensrechts, der sich mit der internationalen Zuständigkeit, der Gerichtsbarkeit, den Besonderheiten von Verfahren mit Auslandsbeziehung, der Anerkennung und Vollstreckung ausländischer Entscheidungen und der internationalen Rechtshilfe befasst. 

## Zur Rechtslage in einzelnen Ländern
- Internationales Zivilverfahrensrecht (Deutschland)
- Zivilverfahrensrecht (Europäische Union)
- Internationales Zivilverfahrensrecht (Österreich)
- Internationales Zivilverfahrensrecht (Schweiz)